# 富樫敬真
富樫 敬真（とがし けいまん、1993年8月10日 - ）は、アメリカ合衆国ニューヨーク州出身のプロサッカー選手。メジャーリーグサッカー・アトランタ・ユナイテッドFC所属。ポジションはフォワード（FW）。
ミドルネームはグレイビル。

## 来歴

### プロ入り前
ニューヨーク州生。小学校の頃から横浜市に移住し、横浜市立駒林小学校に通う。横浜市立日吉台西中学校時代に、J1リーグ・横浜F・マリノスジュニアユースに入団。しかし、ユースには昇級することができず、日本大学高等学校を経て、関東学院大学に進学した。
2015年、練習人数が足りない時の練習生として、横浜FMの練習に参加していたが、8月に横浜FMの特別指定選手に登録される。9月19日、FC東京戦に後半27分から途中出場でJ1デビューを果たし、後半43分にデビュー戦初ゴールを飾った。

### 横浜F・マリノス
2016年シーズンよりマリノスに正式に加入。3月12日、公式戦初スタメンとなった第1ステージ第3節のアルビレックス新潟戦にて先制点を挙げ、プロとしての初ゴールを記録した。4月4日、静岡合宿に挑むU-23日本代表に初召集された。5月11日、ガーナ代表戦でU-23日本代表の初出場初得点を挙げたが、リオデジャネイロオリンピックのメンバーからは外れた。

### FC東京
2018年1月5日、FC東京への期限付き移籍が発表された。4月18日、ルヴァンカップ第4節の横浜F・マリノス戦で古巣相手に移籍後初得点あげた。リーグ戦では、ディエゴ・オリヴェイラや永井謙佑らとのポジション争いに敗れ、ゴールはわずか1に終わった。

### FC町田ゼルビア
2018年12月21日、FC町田ゼルビアへの完全移籍が発表された。2月24日、開幕戦の東京ヴェルディ戦で得点をきめて勝利に貢献した。同年は30試合に出場。チーム2位の5得点を上げるなどと活躍を果たした。

### V・ファーレン長崎
2019年12月27日、FC町田ゼルビアからV・ファーレン長崎への完全移籍が発表された。背番号は同じく9を背負う。同年はチーム最多・自己最多の7ゴールを決め、チームのエースとして活躍した。

### ベガルタ仙台
2021年8月12日、ベガルタ仙台への完全移籍が発表された。

### サガン鳥栖
2022年11月29日、サガン鳥栖への完全移籍が発表された。

### アトランタ・ユナイテッドFC
2025年1月8日、　MLS・アトランタ・ユナイテッドFCへの完全移籍が発表された。アメリカ国籍を保有するため、国内選手扱いとなる。

## 人物
- 日本人の父とアメリカ人の母の間に生まれたハーフである[19]。Cayman とアルファベット表記される名前は、両親が新婚旅行に訪れたケイマン諸島が由来という[19]。
- 2019年9月20日、ダンス&ボーカルグループFlowerの中島美央との結婚を発表した[20]。2020年1月23日に第1子女児[21]、2023年に第2子男児が誕生した[22]。

## 所属クラブ
- 駒林SC (横浜市立駒林小学校)
- 2006年 - 2008年 横浜F・マリノスジュニアユース (横浜市立日吉台西中学校)
- 2009年 - 2011年 日本大学高等学校
- 2012年 - 2015年 関東学院大学
  - 2015年 横浜F・マリノス (特別指定選手)
- 2016年 - 2018年  横浜F・マリノス
  - 2018年  FC東京（期限付き移籍）
- 2019年   FC町田ゼルビア
- 2020年 - 2021年8月  V・ファーレン長崎
- 2021年8月 - 2022年  ベガルタ仙台
- 2023年 - 2024年  サガン鳥栖

## 個人成績
| 国内大会個人成績 | 国内大会個人成績 | 国内大会個人成績 | 国内大会個人成績 | 国内大会個人成績 | 国内大会個人成績 | 国内大会個人成績 | 国内大会個人成績 | 国内大会個人成績 | 国内大会個人成績 | 国内大会個人成績 | 国内大会個人成績 |
| 年度             | クラブ           | 背番号           | リーグ           | リーグ戦         | リーグ戦         | リーグ杯         | リーグ杯         | オープン杯       | オープン杯       | 期間通算         | 期間通算         |
| 年度             | クラブ           | 背番号           | リーグ           | 出場             | 得点             | 出場             | 得点             | 出場             | 得点             | 出場             | 得点             |
| 日本             | 日本             | 日本             | 日本             | リーグ戦         | リーグ戦         | リーグ杯         | リーグ杯         | 天皇杯           | 天皇杯           | 期間通算         | 期間通算         |
| ---------------- | ---------------- | ---------------- | ---------------- | ---------------- | ---------------- | ---------------- | ---------------- | ---------------- | ---------------- | ---------------- | ---------------- |
| 2015             | 横浜FM           | 37               | J1               | 4                | 1                | -                | -                | -                | -                | 4                | 1                |
| 2016             | 横浜FM           | 17               | J1               | 18               | 5                | 3                | 1                | 4                | 0                | 25               | 6                |
| 2017             | 横浜FM           | 17               | J1               | 16               | 2                | 2                | 0                | 4                | 1                | 22               | 3                |
| 2018             | FC東京           | 17               | J1               | 19               | 1                | 6                | 2                | 3                | 0                | 28               | 3                |
| 2019             | 町田             | 9                | J2               | 30               | 5                | -                | -                | 1                | 0                | 31               | 5                |
| 2020             | 長崎             | 9                | J2               | 34               | 7                | -                | -                | -                | -                | 34               | 7                |
| 2021             | 長崎             | 9                | J2               | 15               | 1                | -                | -                | 2                | 0                | 17               | 1                |
| 2021             | 仙台             | 42               | J1               | 12               | 3                | -                | -                | -                | -                | 12               | 3                |
| 2022             | 仙台             | 42               | J2               | 37               | 11               | -                | -                | 1                | 0                | 38               | 11               |
| 2023             | 鳥栖             | 22               | J1               | 22               | 5                | 0                | 0                | 1                | 0                | 23               | 5                |
| 2024             | 鳥栖             | 22               | J1               | 37               | 2                | 1                | 0                | 1                | 0                | 39               | 2                |
| 通算             | 日本             | 日本             | J1               | 128              | 19               | 12               | 3                | 13               | 1                | 153              | 23               |
| 通算             | 日本             | 日本             | J2               | 116              | 24               | -                | -                | 4                | 0                | 120              | 24               |
| 総通算           | 総通算           | 総通算           | 総通算           | 244              | 43               | 12               | 3                | 17               | 1                | 273              | 47               |

- 2015年は特別指定選手

その他の公式戦
| 2018   | F東23  | 17     | J3     | 9 | 2 | 9 | 2 |
| 通算   | 日本   | 日本   | J3     | 9 | 2 | 9 | 2 |
| 総通算 | 総通算 | 総通算 | 総通算 | 9 | 2 | 9 | 2 |

## 代表歴
- U-23日本代表
  - 2016年 - トゥーロン国際大会